# بيترو باريس
بيترو باريس (بالفرنسية: Simone Paris)‏ هي ممثلة فرنسية، ولدت في 10 سبتمبر 1909 في الدائرة الأولى في باريس في فرنسا، وتوفيت في 17 ديسمبر 1985 في مانت لا جولي في فرنسا.

## أعمال

### أفلام
- رجل وامرأة[3]

## وصلات خارجية
- بيترو باريس على موقع IMDb (الإنجليزية)
- بيترو باريس على موقع ألو سيني (الفرنسية)
- بيترو باريس على موقع أول موفي (الإنجليزية)
- بيترو باريس على موقع قاعدة بيانات الأفلام السويدية (السويدية)
- بيترو باريس على موقع قاعدة بيانات الفيلم (الإنجليزية)
- بيترو باريس على موقع كينوبويسك (الروسية)